# Matías Bórquez
Matías Ignacio Bórquez Lizana (Santiago, Chile; 20 de marzo de 1996) es un futbolista chileno, se desempeña como portero y actualmente milita en Deportes Limache de la Primera División de Chile.

## Trayectoria
Producto de las divisiones inferiores de Palestino, donde no debutó oficialmente, más algunas veces formó parte del banco de suplentes. Tras quedar libre, fichó por Deportes Recoleta de la Segunda División en marzo de 2020.Par la siguiente temporada, firma con Municipal Santiago de la Tercera División A.
En 2022 firma con San Antonio Unido de la Segunda División. Para la temporada siguiente, es refuerzo de Deportes Limache de la misma divisional, en donde logra el ascenso a la Primera B tras coronarse campeón de la categoría con el equipo limachino.
En la temporada 2024 renueva con el equipo tomatero, compitiendo por un puesto de titular con el argentino Milton Álvarez. En el cierre del torneo obtiene la titularidad, siendo figura en la definición por penales ante Magallanes.El 7 de diciembre de 2024, con Bórquez como titular, derrotan a Rangers en final por el playoffs de ascenso mediante lanzamiento penales, logrando un inédito ascenso a la Primera división chilena.

## Clubes
| Club               | País  | Año       |
| ------------------ | ----- | --------- |
| Palestino          | Chile | 2019      |
| Deportes Recoleta  | Chile | 2020      |
| Municipal Santiago | Chile | 2021      |
| San Antonio Unido  | Chile | 2022      |
| Deportes Limache   | Chile | 2023-Act. |

## Palmarés

### Campeonatos nacionales
| Título           | Club             | País  | Año  |
| ---------------- | ---------------- | ----- | ---- |
| Segunda División | Deportes Limache | Chile | 2023 |